# アルベルト・モレノ・ペレス
アルベルト・モレノ・ペレス（Alberto Moreno Pérez, 1992年7月5日 - ）は、スペイン・セビリア出身のサッカー選手。セリエA・コモ1907所属。ポジションはディフェンダー。

## 経歴

### クラブ
スペインのセビージャFCのユースチームでキャリアをスタートさせ、2011年、セビージャ・アトレティコに昇格した。2012年4月8日、アスレティック・ビルバオ戦でデビューを果たした。2013年2月、トップチームに昇格し、2018年までの契約を結んだ。それからはセビージャ・アトレティコの選手が背負う26番以降の背番号32のままプレーをしているものの、多くのスタメン出場や得点を記録している。2013年10月20日のレアル・バリャドリード戦 (2-2)で初得点を記録。
2014年8月12日、リヴァプールFCへの移籍合意が発表された。
2015/16シーズンのUEFAヨーロッパリーグ決勝にスタメン出場を果たすが、モレノのディフェンスミスもありリヴァプールはセビージャFCに1-3と敗れた。日頃から不安定なプレーをしていた事もあり、メディア、ジャーナリストなど多くから批判された。
2016/17シーズンより左サイドバックは、モレノに代わり本職ではないジェームズ・ミルナーが務め、モレノは大きく出場機会を減らす事となった。オフシーズンにはACミラン、インテルナッィオナーレからの関心が伝えられ、SSCナポリが獲得を試みたが、チームは放出を拒否した。
2017/18シーズンは怪我で出遅れたミルナーに代わり、左サイドバック再びレギュラーに返り咲くと、好調を維持し、スペイン代表に3年ぶりに招集された。しかし12月に負傷で離脱すると今度はロバートソンにポジションを奪われ、再びベンチ要員となった。
UEFAチャンピオンズリーグ 2018-19決勝ではベンチ入り、チームは優勝したが出番は訪れず、同シーズン限りでのリヴァプールからの退団が発表。2019年7月9日にビジャレアルCFと5年契約を締結したことが発表された。
2024年7月19日、セリエAに昇格したコモ1907に1年契約で移籍した。

### 代表
スペイン代表として各年代でプレーしている。
2013年10月15日に行われた2014 FIFAワールドカップ・ヨーロッパ予選のジョージア戦で代表初出場を果たした。

## 個人成績
| クラブ       | シーズン | リーグ | リーグ | カップ | カップ | リーグカップ | リーグカップ | UEFA | UEFA | 通算 | 通算 |
| クラブ       | シーズン | 出場   | 得点   | 出場   | 得点   | 出場         | 得点         | 出場 | 得点 | 出場 | 得点 |
| ------------ | -------- | ------ | ------ | ------ | ------ | ------------ | ------------ | ---- | ---- | ---- | ---- |
| セビージャB  | 2010-11  | 0      | 0      | -      | -      | -            | -            | 1    | 0    | 1    | 0    |
| セビージャB  | 2011-12  | 30     | 4      | -      | -      | -            | -            | -    | -    | 30   | 4    |
| セビージャB  | 2012-13  | 19     | 3      | -      | -      | -            | -            | -    | -    | 19   | 3    |
| セビージャB  | 通算     | 49     | 7      | 0      | 0      | 0            | 0            | 1    | 0    | 50   | 7    |
| セビージャ   | 2011-12  | 1      | 0      | 0      | 0      | -            | -            | 0    | 0    | 1    | 0    |
| セビージャ   | 2012-13  | 15     | 0      | 2      | 0      | -            | -            | -    | -    | 17   | 0    |
| セビージャ   | 2013-14  | 29     | 3      | 1      | 0      | -            | -            | 14   | 0    | 44   | 3    |
| セビージャ   | 通算     | 45     | 3      | 3      | 0      | 0            | 0            | 14   | 0    | 62   | 3    |
| リヴァプール | 2014-15  | 28     | 2      | 4      | 0      | 2            | 0            | 7    | 0    | 41   | 2    |
| リヴァプール | 2015-16  | 32     | 1      | 0      | 0      | 5            | 0            | 13   | 0    | 50   | 1    |
| リヴァプール | 2016-17  | 7      | 0      | 3      | 0      | 3            | 0            | -    | -    | 13   | 0    |
| リヴァプール | 通算     | 67     | 3      | 7      | 0      | 10           | 0            | 20   | 0    | 104  | 3    |
| 総通算       | 総通算   | 161    | 13     | 10     | 0      | 10           | 0            | 35   | 0    | 216  | 13   |

### 試合数
| スペイン代表 | 国際Aマッチ | 国際Aマッチ |
| 年           | 出場        | 得点        |
| ------------ | ----------- | ----------- |
| 2013         | 2           | 0           |
| 2014         | 1           | 0           |
| 2017         | 1           | 0           |
| 通算         | 4           | 0           |

## タイトル

### クラブ
セビージャFC
- UEFAヨーロッパリーグ：1回 (2013-14)

リヴァプールFC
- UEFAチャンピオンズリーグ : 1回 (2018-19)

ビジャレアルCF
- UEFAヨーロッパリーグ：1回 (2020-21)